# Канчёгинас (озеро)
Канчёгинас (лит. Kančioginas) — озеро в восточной части Литвы, расположено на территории Швянчёнского района. Находится в региональном национальном парке Сирветай в 14 километрах к северо-востоку от Швянчёниса. По северному побережью проходит граница с Игналинским районом. Протяжённость озера составляет 2,28 км, ширина до 0,72 км. Площадь водной поверхности — 0,819 км². Длина береговой линии — 6 км. Средняя глубина — 4,97 м. Высота над уровнем моря — 159,6 м. На западе и востоке берега высокие, крутые, на севере и юге — низкие. В южной части озера находится поросший лесом остров площадью 0,81 га. В западную часть озера впадает река Сирвета, вытекающая из озера Сирветас. Из северной части вытекает река Бирвета (в Литве называется Канчёгина). На берегу озера расположены сёла Пашвянтис и Дварикщяй.